# Onyx dimorphus
Onyx dimorphus is een rondwormensoort uit de familie van de Desmodoridae.